# Shayne Ward
Shayne Thomas Ward (sinh ngày 16 tháng 10 năm 1984, tại Manchester, Anh) là một ca sĩ nhạc pop người Anh, được biết đến nhiều hơn qua cái tên Shayne Ward. Shayne bắt đầu nổi tiếng nhờ chiến thắng của mình tại cuộc thi The X Factor đợt hai năm 2005.

## Cuộc sống
Shayne Ward sinh ra tại Clayton năm 1984 trong một gia đình có bảy người con, cha là Martin và mẹ là Philomena, họ đều là người Ailen. Shayne có một em gái sinh đôi tên là Emma và năm anh chị em khác là Mark, Martin, Michael, Lisa và Leona. Trước khi tham gia The X Factor, Shayne là thành viên của ban nhạc Destiny cùng với hai người phụ nữ tên là Tracy Murphy và Tracey Lyle, họ thường chỉ biểu diễn tại các quán rượu, câu lạc bộ và bữa tiệc như đám cưới...

## The X Factor 2006
Đầu năm 2005, Shayne Ward thử giọng cho cuộc thi The X Factor đợt hai. Anh gây ấn tượng cho cả ba giám khảo (Simon Cowell, Sharon Osbourne và Louis Walsh) và lần lượt đi qua các vòng tiếp theo. Anh được Walse cố vấn, và được chọn làm một trong bốn thí sinh của Walse rồi trình diễn tại live show. Shayne nhanh chóng lấy được cảm tình của mọi người và giành chiến thắng trong show diễn. Sau khi "lọt" vào trận chung kết, anh đã đánh bại cặp song sinh Journey South, Sharon Osbourne và trở thành người chiến thắng trong cuộc thi The X Factor năm 2005. Từ đó, cuộc đời của Shayne Ward chính thức mở sang một chương mới.
| Tuần      | Bài hát được chọn                  | Nghệ sĩ gốc từng trình bày | Kết quả     |
| --------- | ---------------------------------- | -------------------------- | ----------- |
| Thử giọng | "Sacrifice"                        | Elton John                 | Qua vòng    |
| Tuần 1    | "Right Here Waiting"               | Richard Marx               | An toàn     |
| Tuần 2    | "If You're Not the One"            | Daniel Bedingfield         | An toàn     |
| Tuần 3    | "Summer of 69"                     | Bryan Adams                | An toàn     |
| Tuần 4    | "You Make Me Feel Brand New"       | The Stylistics             | An toàn     |
| Tuần 5    | "Cry Me a River"                   | Justin Timberlake          | An toàn     |
| Tuần 6    | "A Million Love Songs"             | Take That                  | An toàn     |
| Tuần 7    | "I Believe In A Thing Called Love" | The Darkness               | An toàn     |
| Tuần 8    | "Careless Whisper"                 | George Michael             | An toàn     |
| Tuần 8    | "Take Your Mama"                   | Scissor Sisters            | An toàn     |
| Bán kết   | "If Tomorrow Never Comes"          | Garth Brooks               | An toàn     |
| Bán kết   | "Unchained Melody"                 | The Righteous Brothers     | An toàn     |
| Chung kết | "If You're Not the One"            | Daniel Bedingfield         | Chiến thắng |
| Chung kết | "When a Child Is Born              | Johnny Mathis              | Chiến thắng |
| Chung kết | "Somewhere Over The Rainbow"       | Judy Garland               | Chiến thắng |
| Chung kết | "That's My Goal"                   | Shayne Ward                | Chiến thắng |

## Sự nghiệp (sau The X Factor)

### 2006 – 2007:Shayne Ward
Ngay sau chiến thắng của mình tại The X Factor, Shayne Ward đã ký một hợp đồng thu âm với hãng Syco Music và đĩa đơn đầu tiên của mình, "That's My Goal", được phát hành tại Anh vào thứ Tư, ngày 21, tháng 12, năm 2005. Sau khi bán được 742.000 bản trong tuần đầu tiên (trong đó có tới 313.000 bản vào ngày đầu tiên), và nó trở thành đĩa đơn số một dành cho mùa Giáng Sinh năm 2005, được giữ trong bốn tuần và nằm trong top 75 cho đến tháng 6, năm 2006, đứng vững được 21 tuần. Tại cùng thời điểm đó, nó trở thành đĩa đơn của Anh đứng thứ tư bán chạy nhất mọi thời đại. Chỉ bị đánh bại bởi "Candle in the Wind" của Elton John, "Anything Is Possible/Evergreen" của Will Young, '''Unchained Melody''' của Gareth Gates, lần lượt được bán với 685.000, 403.000 và 335.000 bản trong ngày đầu tiên bán sản phẩm. Đến nay, "That's My Goal" đã bán được hơn 1.300.000 bản tại Anh. Ward cũng đã giành một giải thưởng Ivor Nevello cho đĩa đơn bán chạy nhất.
Đĩa đơn thứ hai của Shayne Ward, "No Promises", một bản biến tấu lại bài hát của Bryan Rice, đã được phát hành vào ngày 10 tháng 4 năm 2006; và đạt vị trí số 2 trong bảng xếp hạng đĩa đơn của Anh. Shayne Ward, album đầu tay, đã được phát hành vào ngày 17 tháng 4. Nó bán được 201.266 bản trong tuần đầu tiên và bước vào bảng xếp hạng album với vị trí số 1. Đến nay, album đã bán được 520.000 bản tại Anh và hơn 200.000 trên toàn thế giới, giành vị trí quán quân ở tám quốc gia khác. Album đã được chứng nhận đĩa bạch kim.
Tuy nhiên, đĩa đơn thứ ba của Shayne Ward, "Stand By Me", lại không tạo được nhiều tác động lắm cho các bảng xếp hạng, và chỉ đứng thứ 14 trong Bảng hạng Đĩa đơn Anh. Tình trạng của nó khá hơn trong các bảng xếp hạng Ailen tuy nhiên cũng chỉ đứng hàng thứ chín.
Cuốn tự truyện của Gary Barlow đã từng nói rằng: vào năm 2006, thành viên Jason Orange của Take That nói là sẽ rời khỏi ban nhạc, và khi đó Shayne Ward đã được xem xét xem có thể trở thành thành viên thay thế chỗ trống của anh ta trong ban nhạc hay không. Tuy nhiên sau đó Orange lại đổi ý và quay trở lại nên sự thế chỗ đó đã không còn cần thiết nữa.
Vào tháng 8 năm 2006, Shayne Ward bị mắc một căn bệnh về dây thanh quản - căn bệnh đã cướp đi sự nghiệp ca hát của Julie Andrews, nên anh đã bay đến Los Angeles vào đầu tháng chín để tìm một bác sĩ phẫu thuật chuyên khoa. Quản lý của anh, Louis Walsh, tuyên bố rằng ông tin là Shayne Ward sẽ khỏe lại và trở lại làm việc vào cuối tháng đó. Shayne Ward đã điều trị thành công và thực sự có khả năng quay trở lại sự nghiệp ca hát của mình. Vào tháng 11 năm 2006, anh ra mắt cuốn tự truyện  đầu tay của mình, My Story. Anh đi đến nhiều nơi trên khắp Anh Quốc để bàn về hợp đồng của cuốn sách, và đã có đến hàng trăm người tham dự. Đầu năm 2007, Shayne bắt tay vào một tour solo tại hai địa điểm là Anh và Cộng hòa Ai-len, tham gia 18 buổi hòa nhạc trong 28 ngày, kể từ cuối tháng Giêng đến giữa tháng hai. Tour diễn bắt đầu tại Dublin (ngày 21 Tháng 1) và kết thúc ở Birmingham (ngày 17 tháng 2 năm 2007).

### 2007 – 2008:Breathless
Sau khi tour diễn hoàn thành một cách tốt đẹp, đĩa đơn thứ tư và album thứ hai của Shayne ("If That's OK With You") đã được đưa ra phát hành vào ngày 20 tháng 8 năm 2007, nhưng sau đó đã bị trì hoãn và là đĩa đôi với đĩa đơn "No U Hang Up". Cuối cùng thì nó cũng đã được phát hành vào ngày 24 tháng 9 năm 2007, đạt vị trí số hai tại Anh Quốc và bị hạ gục bởi Sugababes với "About You Now". "No U Hang Up" và "If That's OK With You" giữ kỷ lục riêng ở Ai-len, ban đầu thì nó chỉ đứng thứ 11 rồi sau vươn lên hàng thứ nhất.
Album thứ hai của Shayne, Breathless, được phát hành vào ngày 26 tháng 11 năm 2007, và sau khi bán được hơn 95.000 bản trong tuần đầu tiên, nó đã đứng vị trí số hai trên bảng xếp hạng album của Anh quốc, đây cũng là bài đã được anh hát tại cuộc thi The X Factor và đã làm nên tên tuổi mình. Tại Ai-len, album ra mắt ở vị trí sô một (loại bỏ các album của Leona Lewis từ vị trí đầu bảng), một vị trí đã được giữ trong ba tuần, và sau này được chứng nhận năm lần là đĩa bạch kim.
Đĩa đơn thứ hai từ album của Shayne Ward đã được công bố là "Breathless", và được phát hành vào ngày 19 tháng 11 năm 2007. Nó đạt vị trí số sáu ở Anh và số hai tại Ireland. Ngày 10 tháng 11, Shayne biểu diễn "Breathless" tại live show kết quả của The X Factor loạt thứ tư, mặc dù đĩa đơn này không cho tải về từ Internet cho đến khi 18 tháng 11, theo sau là buổi trình diễn trên The Paul O'Grady Show ngày 19 Tháng 11. Tại Anh quốc, album đã được chứng nhận đĩa bạch kim với doanh số bán hàng hơn 450.000 bản.
Trong tháng 5, năm 2008, Shayne bắt tay vào tour diễn dài tháng tại Anh đặt tên là The Tour Breathless 2008. Shayne xuất hiện lần đầu trên sân khấu O2 Arena ở London và viếng thăm thị trấn nhà của ông tại Manchester, MEN Arena. Anh cũng thực hiện chương trình của mình như là một hành động hỗ trợ cho các tour du lịch năm 2008 của Westlife trước một đám đông hơn 80.000 người tại Croke Park của Ai-len. Shayne cũng đã chơi trong đêm khai mạc tại O2, Dublin, tại buổi Cheerios Childline ngày 16 tháng 12 năm 2008.

### 2009 - 2011:Obsession
Shayne Ward đã bắt đầu làm album thứ ba của mình với các nhà sản xuất RedOne and Taio Cruz do Simon Cowell đã từ chối phát hành thêm bất kỳ sản phẩm âm nhạc nào của Shayne nữa vì phải lo cho Leona Lewis và Susan Boyle. Album mới, với tiêu đề Obsession, đã được phát hành ngày 15 tháng 11 năm 2010. Ward đã làm việc với các nhạc sĩ như Savan Kotecha, Quiz & Larossi và Lucas Secon, còn các bài hát sản xuất bởi RedOne và Taio Cruz sẽ không được có mặt trong album. Đĩa đơn đầu tiên từ album, bản cover bài hát "Gotta Be Somebody" của Nickelback, đã được phát hành ngày 7 tháng 11 năm 2010. Video của bài hát đã ra mắt ngày 29 tháng 10 năm 2010. Shayne cũng biểu diễn tại cuộc thi Hoa hậu Thế giới được tổ chức tại Sanya, Trung Quốc. Album đạt đến vị trí thứ 11 trong bảng xếp hạng Ailen vào ngày 19 tháng 11 và đạt vị trí thứ 15 tại Anh vào ngày 21 tháng mười một. Ngày 08 tháng 3 năm 2011, Shayne đã trình diễn các ca khúc từ album Obsession ở Titchmarsh Alan The Show. Trong một cuộc phỏng vấn với Digital Spy, Shayne đã nói rằng anh rất muốn ra mắt single thứ 2 từ album. Ngày 19 tháng 4 năm 2011, có tin nói rằng Syco Music đã không tiếp tục ký hợp đồng với Shayne Ward nữa do thứ hạng của Obsession quá thấp trên các bảng xếp hạng âm nhạc. Phát biểu về việc này, Shayne đã tweet rằng "Khi một cánh cửa đóng đi, hàng ngàn cánh cửa khác mở rộng chào đón bạn".

### 2011 - 2014:Rock of Ages và Dancing on Ice
Ngày 9 tháng 6 năm 2011, có thông tin rằng Shayne Ward sẽ đóng vai Stacee Jaxx trong vở nhạc kịch Rock of Ages lấy bối cảnh những năm 1980 ở nhà hát Shaftesbury, Luân Đôn. Với vai diễn ấy, Shayne đã nhận được một đề cử The DEWYNTERS London Newcomer of the Year từ the 2012 What's On Stage Awards. Sau đó, Shayne thông báo rằng anh sẽ quay trở lại phòng thu vào khoảng tháng 9 năm 2012, sau khi anh chấm dứt hợp đồng của Rock of Ages.
Tháng 1 năm 2013, Shayne Ward trở thành một trong số 12 người nổi tiếng được tham gia Dancing on Ice. Được bắt cặp với nữ nghệ sĩ trượt băng Maria Filippov, nhưng cả hai đã bị loại sau tập 5 của chương trình. Tháng 2 năm 2014, Shayne ra mắt bản song ca mang tên Falling Slowly với Louise Dearman. Năm 2014, Shayne tham gia dàn cát của The War of the Worlds - phiên bản nhạc kịch của Jeff Wayne.

### 2014 - nay:Closer
Ngày 19 tháng 9 năm 2014 Shayne Ward ký hợp đồng với nhà sản xuất nhạc Mike Stock để cho ra đời album thứ 4 mang tên "Closer" sau nhiều năm vắng bóng thông qua hãng đĩa PledgeMusic. Album gồm 10 bài hát, trong đó có ca khúc "My Heart Would Take You Back" sẽ là single đầu tiên của album, MV được ra mắt vào ngày 26 tháng 3 năm 2015. Theo dự kiến album sẽ phát hành vào ngày 13 tháng 4 năm 2015.

## Đời tư
Shayne Ward có 6 anh chị em, trong đó có em gái sinh đôi có tên Emma. Trước khi tham gia The X Factor, Ward từng có một ban nhạc tên là Destiny với hai thành viên nữ khác có tên Tracy Murphy và Tracey Lyle. Họ đã biểu diễn ở những đám cưới, câu lạc bộ và quán bar.
Shayne Ward từng có mối tình đẹp với Faye McKeever kể từ năm 2004, năm 2012 họ đã đính hôn nhưng tiếc là vào đầu 2014 họ đã chia tay sau 10 năm yêu nhau.
Năm 2014 anh tham gia The War of the Worlds, quay lại Việt Nam hai lần vào tháng 4 tại TP HCM và tháng 10 tại Hà Nội.

## Các tour diễn
- X Factor Live 2006 (cùng với các thí sinh The X Factor 2005)
- Shayne Ward Live 2007
- The Breathless Tour 2008

## Danh sách đĩa nhạc

### Album
| Năm  | Tên                             | Bảng xếp hạng | Bảng xếp hạng | Bảng xếp hạng | Bảng xếp hạng | Chứng nhận                        |
| Năm  | Tên                             | UK            | IRE           | SWE           | DEN           | Chứng nhận                        |
| ---- | ------------------------------- | ------------- | ------------- | ------------- | ------------- | --------------------------------- |
| 2006 | Shayne Ward - Dạng: CD, nhạc số | 1             | 1             | 8             | —             | - IRE: 4× Bạch kim - UK: Bạch kim |
| 2007 | Breathless - Dạng: CD, nhạc số  | 2             | 1             | —             | 39            | - IRE: 5× Bạch kim - UK: Bạch kim |
| 2010 | Obsession - Dạng: CD, nhạc số   | 15            | 11            | —             | —             |                                   |

### Đĩa đơn
| Năm  | Tên đĩa                   | Vị trí trên bảng xếp hạng | Vị trí trên bảng xếp hạng | Vị trí trên bảng xếp hạng | Vị trí trên bảng xếp hạng | Vị trí trên bảng xếp hạng | Vị trí trên bảng xếp hạng | Album       |
| Năm  | Tên đĩa                   | UK                        | IRE                       | SWE                       | NOR                       | DEN                       | CZE                       | Album       |
| ---- | ------------------------- | ------------------------- | ------------------------- | ------------------------- | ------------------------- | ------------------------- | ------------------------- | ----------- |
| 2005 | "That's My Goal"          | 1                         | 1                         | 58                        | —                         | —                         | —                         | Shayne Ward |
| 2006 | "No Promises"             | 2                         | 1                         | 4                         | 13                        | —                         | —                         | Shayne Ward |
| 2006 | "Stand by Me"             | 14                        | 9                         | —                         | —                         | —                         | —                         | Shayne Ward |
| 2007 | "If That's OK with You" 1 | 2                         | 1                         | 45                        | —                         | —                         | 4                         | Breathless  |
| 2007 | "No U Hang Up" 1          | 2                         | 11                        | 38                        | —                         | 4                         | —                         | Breathless  |
| 2007 | "Breathless"              | 6                         | 2                         | —                         | —                         | —                         | —                         | Breathless  |
| 2010 | "Gotta Be Somebody"       | 12                        | —                         | —                         | —                         | —                         | —                         | Obsession   |
| 2011 | "Must Be A Reason Why"    | —                         | —                         | —                         | —                         | —                         | —                         | Obsession   |

- Ghi chú:

1. "If That's OK with You" và "No U Hang Up" được phát hành cùng nhau trong một đĩa đơn 2 mặt A tại Anh, nhưng được phát hành độc lập ở những nơi khác.
2. "Must Be a Reason Why" dựa trên "King of My Castle" của Chris Brann từng được Wamdue Project hát.
3. "Someone Like You" dựa trên "Two Princes" từng được Spin Doctors hát.